# Praia da Enseada (Ubatuba)
A Praia da Enseada em Ubatuba está localizada próxima ao centro da cidade. Entre as praias do Perequê Mirim e a Praia das Toninhas. Possui infraestrutura para atender aos turistas.

## Características
Com uma ótima e e extensa faixa de areia para caminhada, Praia da Enseada atrai também os interessados em esportes náuticos como: a prática de vela e o Windsurf.
A partir da praia da Enseada em uma ponta é possível acessar através da trilha da Ponta da espiã, a Prainha da Enseada, a praia de Fora, entre outras e finaliza na praia do Godói ou Tapiá. E na outra ponta fica um belíssimo Mirante com vista para o Pico do Corcovado. Alguns desses acessos é muito indicado que sejam feitos com o acompanhamento de monitores e guias experientes.